# Imagen Radio 97.3 FM
XHCHI-FM conocida como Imagen Radio 97.3 es una estación de radio con licencia en la ciudad de Chihuahua, Chihuahua, México. Transmite en 97.3 MHz de la banda de Frecuencia Modulada con 30 kW de potencia.

## Historia
El 5 de junio de 1992 la Secretaría de Comunicaciones y Transportes declaró susceptible la explotación de la frecuencia de 97.3 MHz en la población de Encinillas, Chihuahua, un pequeño poblado ubicado en la parte norte del Municipio de Chihuahua con identificativo de llamada XHECS-FM. La estación fue concesionada el 26 de septiembre de 1997 a José Guadalupe Bernal Vázquez, dueño de Corporación Bajío Comunicaciones con 50 kW de potencia.
El 3 de abril de 2001, la estación fue vendida a Radio Triunfos, S.A. de C.V. una filial de Multimedios Radio. De igual forma, el 10 de diciembre del 2003, se autorizó cambiar el identificativo de llamada a XHCHI-FM. Finalmente, el 5 de abril de 2005, se autorizó mover el transmisor a la población de Nuevo Sacramento, al norte de la Ciudad de Chihuahua, y bajar la potencia a 30 kW, pudiéndose así escuchar la estación en la capital del estado.
El 6 de abril de 2006 la estación fue vendida a Grupo Imagen, que la convirtió en Imagen Radio 97.3 FM, esto como parte de la reestructuración que se hacía en el Grupo Imagen tras ser adquirido por Grupo Empresarial Ángeles.

## Formato
El formato de la emisora es basado en el formato de Imagen Radio de XEDA-FM de la Ciudad de México, un formato de programas informativos, de opinión y política, deportes y música variada en inglés los fines de semana. La estación anteriormente había sido conocida como "FM Tú", un formato de música pop.